# فندي إكو أوتومو
فندي إكو أوتومو (بالإندونيسية: Fandi Eko Utomo) هو لاعب كرة قدم إندونيسي في مركز الوسط، ولد في 2 مارس 1991 في سورابايا في إندونيسيا. شارك مع منتخب إندونيسيا تحت 23 سنة لكرة القدم. أما مع النوادي، فقد لعب مع بيرسيبايا سورابايا.

## وصلات خارجية
- فندي إكو أوتومو على موقع قاعدة بيانات كرة القدم.إي يو (الإنجليزية)
- فندي إكو أوتومو على موقع Soccerway.com (الإنجليزية)